# Nazionale maschile di beach soccer di Tahiti
La nazionale di beach soccer di Tahiti rappresenta Tahiti e il resto della Polinesia Francese nelle competizioni di beach soccer. Essa è sotto l'egida della Fédération Tahitienne de Football. Dopo essersi qualificata per il campionato mondiale di beach soccer 2011, che si  è disputato a Ravenna, la nazionale tahitiana è arrivata seconda al mondiale del 2015 e 2017.